# Моно-Віста (Каліфорнія)
Моно-Віста (англ. Mono Vista) — переписна місцевість (CDP) в США, в окрузі Туолемі штату Каліфорнія. Населення — 3236 осіб (2020).

## Географія
Моно-Віста розташоване за координатами 38°0′45″ пн. ш. 120°16′11″ зх. д. / 38.01250° пн. ш. 120.26972° зх. д. (38.012474, -120.269616).  За даними Бюро перепису населення США в 2010 році переписна місцевість мала площу 7,35 км², з яких 7,34 км² — суходіл та 0,01 км² — водойми.

## Демографія
Згідно з переписом 2010 року, у переписній місцевості мешкало 3127 осіб у 1211 домогосподарстві у складі 855 родин. Густота населення становила 425 осіб/км².  Було 1471 помешкання (200/км²).
Расовий склад населення:
| - 89,4 % — білих - 1,9 % — корінних американців - 1,2 % — азіатів - 0,3 % — вихідців з тихоокеанських островів - 0,2 % — чорних або афроамериканців - 2,0 % — осіб інших рас |

До двох чи більше рас належало 5,1 %. Частка іспаномовних становила 9,6 % від усіх жителів.
За віковим діапазоном населення розподілялося таким чином: 23,4 % — особи молодші 18 років, 61,1 % — особи у віці 18—64 років, 15,5 % — особи у віці 65 років та старші. Медіана віку мешканця становила 40,5 року. На 100 осіб жіночої статі у переписній місцевості припадало 99,9 чоловіків;  на 100 жінок у віці від 18 років та старших — 99,0 чоловіків також старших 18 років.
Середній дохід на одне домашнє господарство  становив 60 785 доларів США (медіана — 53 596), а середній дохід на одну сім'ю — 70 548 доларів (медіана — 54 812). За межею бідності перебувало 13,6 % осіб, у тому числі 10,5 % дітей у віці до 18 років та 0,0 % осіб у віці 65 років та старших.
Цивільне працевлаштоване населення становило 950 осіб. Основні галузі зайнятості: освіта, охорона здоров'я та соціальна допомога — 22,7 %, науковці, спеціалісти, менеджери — 16,0 %, будівництво — 12,4 %.